# Calycomyza bicolor
Calycomyza bicolor este o specie de muște din genul Calycomyza, familia Agromyzidae, descrisă de Mitsuhiro Sasakawa în anul 1996. Conform Catalogue of Life specia Calycomyza bicolor nu are subspecii cunoscute.